# Hong Kong en los Juegos Olímpicos de Los Ángeles 1984
Hong Kong estuvo representado en los Juegos Olímpicos de Los Ángeles 1984 por un total de 47 deportistas, 36 hombres y 11 mujeres, que compitieron en 10 deportes.
El portador de la bandera en la ceremonia de apertura fue el tirador Solomon Lee. El equipo olímpico hongkonés no obtuvo ninguna medalla en estos Juegos.